# Barnafejű pókmajom
A barnafejű pókmajom (Ateles fusciceps) az emlősök (Mammalia) osztályának a főemlősök (Primates) rendjéhez, ezen belül a pókmajomfélék (Atelidae) családjához tartozó faj.

## Előfordulása
Közép és Dél-Amerika esőerdeiben honos.

## Megjelenése
A testhossza 40-55 centiméter, a farka sokkal hosszabb, a 60–85 cm.

## Alfajok
A barnafejű pókmajom alfajait a szőrszínük különbözteti meg:
- Ateles fusciceps fusciceps - Ecuador
- Ateles fusciceps rufiventris - Kolumbia és Kelet-Panama

## Természetvédelmi helyzete
A barnafejű pókmajom a leginkább veszélyeztetett főemlősök közé tartozik. A tényezők az élőhelyük elpusztítása, és a vadászat is végeznek. Az elmúlt 45 évben a populáció több mint 80 százalékkal csökkent, ezért az IUCN a kihalófélben lévő fajok közé sorolja a barnafejű pókmajmot.

## Fordítás
- Ez a szócikk részben vagy egészben  a   Braunkopfklammeraffe című német Wikipédia-szócikk fordításán alapul.  Az eredeti cikk szerkesztőit annak laptörténete sorolja fel. Ez a jelzés csupán a megfogalmazás eredetét és a szerzői jogokat jelzi, nem szolgál a cikkben szereplő információk forrásmegjelöléseként.